# Берестівська волость
Берестівська волость — адміністративно-територіальна одиниця Гадяцького повіту Полтавської губернії з центром у селі Берестівка.

Станом на 1885 рік — складалася з 3 поселень, 3 сільських громад. Населення 5992 — осіб (2922 осіб чоловічої статі та 3070 — жіночої), 1082 дворових господарств.

Старшинами волості були:
- 1900[2] року відставний рядовий Митрофан Гаврилович Розко;
- 1904[3] року селянин Степан Леонтійович Пишний;
- 1913[4] року селянин Василь Іванович Болтава.
- 1915[5] року селянин Захар Платонович Гнатенко.